# Koenikea indistincta
Koenikea indistincta är en kvalsterart som beskrevs av Marshall 1936. Koenikea indistincta ingår i släktet Koenikea och familjen Unionicolidae. Inga underarter finns listade i Catalogue of Life.